# Indesinence
Indesinence war eine zwischen 2001 und 2015 aktive Death-Doom-Band.

## Geschichte
Der Spanier Ilia Rodriguez initiierte Indesinence zum Ende des Jahres 2001 gemeinsam mit Chris James in London. Die beiden Musiker kannten einander aus ihrem gemeinsamen kurzlebigen Black-Metal-Projekt Antigone, das lediglich zwei Demos veröffentlicht hatte und schon nach dem zweiten Demo im Jahr 2000 aufgelöst wurde. Rodriguez und James beschlossen, eigenen Angaben folgend, unter dem Einfluss von Alkohol, weiter eigene Musik mit veränderter Ausrichtung zu gestalten. Beide unterbreiteten die Idee zu Beginn des Jahres 2002 John Wright und Dani Ben-Haim, die sich unmittelbar Indesinence anschlossen. Rodriguez trat als Sänger und Gitarrist in Erscheinung, Ben-Haim als Schlagzeuger, Wright als Bassist und James als Gitarrist. Die Band spielte in dieser Besetzung im Herbst 2002 das Demo Ecstatic Lethargy ein und veröffentlichte das Demo zum Anfang des darauf folgenden Jahres. Die Veröffentlichung wurde positiv aufgenommen und ermöglichte der Band, einen Vertrag mit Goat of Mendes Records zu bekommen. Kostas Panagiotou von Doom-Metal.com ordnete die Band mit Catacombs und Ataraxie als „nächsten Schritt in der Death-Doom-Evolution“ nach dem Gothic Metal aus der Tradition der Peaceville Three My Dying Bride, Anathema und Paradise Lost. In dieser Kooperation erschien im Jahr 2006 das Debütalbum Noctambulism. Im Januar des gleichen Jahres wurde zudem über Weird Truth Productions die EP Neptunian. Die EP enthielt die drei Stücke des Demos, das neue Stück Neptunian sowie das Coverstück Garlands das im Original von Cocteau Twins stammt. Odile Aurora Strik von Doom-Metal.com nannte das Debütalbum das zerstörerischste Werk des Jahres im Death Doom.
Nach einer Unterbrechung von sechs Jahren erschien mit Vessels of Light and Decay über Profound Lore Records ein zweites Studioalbum der Band. An den Aufnahmen beteiligte sich Andy McIvory als Bassist, während John Wright  die Position des ausgeschiedenen Gitarristen Chris James übernahm. Das Album erfuhr internationale Beachtung. Greg Moffitt vom Metal Hammer schrieb, dass Vessels of Light and Decay „mit breiten, schwarzen Strichen bedrückende und zugleich atmosphärische Szenen“ gestalte, das Ergebnis jedoch nur bedingt erfolgreich sei und den Hörenden hierzu Anstrengung abverlange. Von Jakob Kranz vom Rock Hard hingegen wurde es als „eine unwiderstehliche Mischung aus traditionell gerolltem Death Metal und tintenschwarzem Doom“ gelobt. Für Stereogum schrieb Michael Nelson, dass das Album „überraschend, frisch und auffallend“ sei und im Verhältnis zu aktuellen Veröffentlichungen von „einigen der besten Vertreter des Genres“, namentlich Asphyx, Triptykon und Autopsy gleichwertig, wenn nicht gar besser sei.
Nach der Veröffentlichung und weiteren sporadischen Auftritten dauerte es erneut Jahre bis Indesinence im Juni 2015 das dritte Studioalbum III veröffentlichte. Im November des Jahres der Veröffentlichung über Profound Lore löste sich die Gruppe auf. Zuvor wurde III erneut international wohlwollend, unter anderem als „meisterhaft imposantes Werk“ rezipiert. Die Band zeige Doom Metal auf seinem Höhepunkt, starkes Songwriting sowie die Fähigkeit zur Erweiterung der Genrepalette. So sei das Album in seinem Facettenreichtum und seine Spielweise „bei aller Aggression, Traurigkeit und Verzweiflung, bemerkenswert beruhigend.“

## Stil
Indesinence spielt der Beschreibung des Datenbankeintrags des Webzines Doom-Metal.com folgend „überragend harten und intensiven Death Doom, der sich eher dem Death Metal zuneigt.“ Damit stünde die Gruppe in der Tradition von Interpreten wie Disembowelment und Ceremonium. Schnelle Passagen mit temporeichen Riffing, Blastbeats und Gutturalem Growling stehen im Kontrast zu solchen die als besonders langsam und depressiv mit der Geschwindigkeit des Funeral Doom und diesem entsprechenden unheimlichen Leadgitarrenspuren eingeschätzt werden.

## Diskografie
- 2003: Ecstatic Lethargy (Demo, Selbstverlag)
- 2006: Noctambulism (Album, Goat of Mendes/Parasomniac Music)
- 2006: Neptunian (EP, Weird Truth Productions)
- 2012: Vessels of Light and Decay (Album, Profound Lore Records)
- 2015: III (Album, Profound Lore Records)